# Marcin Krawczyński
Marcin Krawczyński (ur. 1969) – psycholog i nauczyciel akademicki, profesor w Akademii Nauk Stosowanych w Gdańsku i Akademii Wychowania Fizycznego i Sportu im. Jędrzeja Śniadeckiego w Gdańsku.

## Życiorys
Stopień naukowy doktora nauki o kulturze fizycznej otrzymał 21 września 1994 na podstawie dysertacji Dojrzałość społeczna jako wymiar osobowości a spójność grupy sportowej w Akademii Wychowania Fizycznego i Sportu im. Jędrzeja Śniadeckiego w Gdańsku .
Na podstawie oceny ogólnego dorobku naukowego i przedstawionej rozprawy habilitacyjnej pod tytułem Grupowe decyzje taktyczne w zespołowych grach sportowych: perspektywa paradygmatu wpływów (na przykładzie piłki nożnej) uzyskał 29 marca 2000 stopień naukowy doktora habilitowanego w zakresie dyscypliny kultura fizyczna, specjalności: teoria sportu .
Certyfikowany psycholog sportu z klasą mistrzowską Polskiego Towarzystwa Psychologicznego, superwizor; członek Prezydium Rady Głównej Nauki i Szkolnictwa Wyższego (XI i XII kadencji), Zastępca Przewodniczącego Rady Narodowej Agencji Wymiany Akademickiej; absolwent Akademii Wychowania Fizycznego w Gdańsku oraz Wydziału Nauk Społecznych Uniwersytetu Gdańskiego; absolwent studiów MBA zarządzanie w sporcie oraz studiów Comprehensive Business Management Program; kierownik kilku tematów badawczych, autor 3 monografii, współautor 5 prac monograficznych, 4 prac pod redakcją, ok. 70 rozpraw i artykułów; ponad 100 wystąpień na kongresach i zjazdach naukowych, promotor 8 rozpraw doktorskich i wielu recenzji; członek Polskiego Towarzystwa Psychologicznego, Sekcji Psychologii Sportu, Association for Applied Sport Psychology (AASP), European Federation of Sport Psychology (FEPSAC), International Society of Sport Psychology (ISSP), Międzynarodowego Towarzystwa Naukowego Gier Sportowych (Vice-przewodniczący). Trener i instruktor zawodowy narciarstwa PZN oraz instruktor żeglarstwa PZŻ.
27 maja 2022 został przewodniczącym Ogólnopolskiej Sekcji Psychologii Sportu Polskiego Towarzystwa Psychologicznego.